# Umfolozi River
Der Umfolozi River (oft Mfolozi) ist ein Fluss in der südafrikanischen Provinz KwaZulu-Natal.

## Verlauf
Der Mfolozi hat zwei Quellflüsse: den Weißen und den Schwarzen Mfolozi. Beide haben ihre Quellgebiete um die Stadt Vryheid.
Der Schwarze Mfolozi ist der nördliche der beiden. Er entspringt auf einer Höhe von etwa 1500 Metern, zirka 20 Kilometer östlich von Vryheid. Seine größten Nebenflüsse sind der Insikwebesi, der Vuna und Mona.
Der Weiße Mfolozi ist der südliche. Er entspringt auf etwa 1600 Metern Höhe wenige Kilometer nordwestlich der Stadt Vryheid, die auch an ihm liegt. Sein relevantester Nebenfluss ist der ebenfalls von Nordwesten kommende Mvunyana.
Die beiden Flüsse vereinen sich an der Ostgrenze des Hluhluwe-iMfolozi-Parks, ungefähr 50 Kilometer vor der Mündung des Mfolozi in das St.-Lucia-Ästuar, der noch kurz zuvor den Msunduzi aufnimmt.

## Hydrometrie
Die gelegentlichen tropischen Wirbelstürme können extreme Hochwasserereignisse hervorrufen. So verursachte der Zyklon Domoina 1984 einen Spitzenabfluss von 16.000 m³/s, was ungefähr das Dreifache eines hundertjährigen Hochwassers am Mfolozi entspricht.
Die Abflüsse der Quellflüsse des Mfolozi wurden über einen Zeitraum von 40 Jahren gemessen. Die Daten nahe der Mündung, die hier als Diagramm dargestellt sind, reichen nur über 10 Jahre, gemessen in m³/s (Werte aus Diagramm abgelesen).

## Das Ästuar
Im Unterschied zu den meisten anderen Ästuarien ist die Mündung nicht immer geöffnet, was bei Starkregenereignissen zu schweren Überschwemmungen führen kann. Im Lauf der Jahre hat sich die Mündung oft auf verschiedene Arten verändert. Neben dem Umstand, dass die Mündung durch eine Sandbank verschlossen sein kann, münden der Abfluss aus dem St.-Lucia-See und der Mfolozi nicht immer über den gleichen Kanal in den Indischen Ozean. Die beiden Mündungen können auch neben einander liegen.

## Wassermanagement
Es verdunstet während Dürren so viel Wasser aus dem St.-Lucia-See, dass Wasser aus dem Indischen Ozean nachfließt und der See versalzt. Daher wurde ein Kanal vom Mfolozi zum St.-Lucia-See gegraben, um dies zu vermindern.